# 낙통
낙통(駱統, 193년 ~ 228년)은 중국 후한 말 ~ 중국 삼국시대 오나라의 장수이자 정치가로, 자는 공서(公緖)이며, 양주 회계군 오상현(烏傷縣) 사람이다. 진상 낙준의 아들로, 낙준은 원술과 대립하다가 피살되었다.

## 행적
아버지가 죽고 어머니가 개가하여 화흠의 첩이 되자, 8세의 나이로 아버지의 식객과 함께 회계군으로 돌아왔다. 어머니가 전송할 때, 하직 인사를 하고 그대로 앞만 보고 나아갔다. 어자가 말했다.“어머니는 아직 그 자리에 있습니다.”그러나 낙통은 대답했다.“어머니를 생각하는 마음을 더하고자 하지 않아, 돌아보지 않을 뿐이오.” 고향으로 와서는 적모를 공경하였으며, 기근이 들어 식객들이 굶자 양식을 줄였다. 어머니와 누나는 낙통이 슬퍼하는 것을 보고 낙통에게 양식을 나누어 주었다. 이로부터 낙통은 명성을 얻었다.
손권이 회계태수를 겸임했을 때, 20세의 나이로 오정현의 상을 맡았으며, 치적이 있었으므로 공조로 임명되었고 기도위를 겸했으며, 또 종형 손보의 딸을 주었다. 낙통은 항상 손권에게 현인을 존중하고, 선비를 받아들이며, 정치의 손익을 탐구하는데 힘쓰고, 사람마다 자기 의론을 말하게 하며 취지를 보아 저희로 손권의 은혜를 느끼고 갚도록 하기를 진언했다. 외직으로 나가 건충중랑장이 되었고, 무리 3천 명을 통솔했으며, 능통이 죽은 후 능통의 병사를 받았다. 이 시기에는 노역이 빈번하고 역병까지 발생하여, 민호가 줄어들었다. 낙통은 이를 우려하고, 상소하여 백성에게 노역을 부과함으로 인한 폐단을 말했다. 손권은 낙통의 말에 감동하여, 특히 그 의견을 중시했다.
221년, 육손이 유비를 무찌를 때 종군하여 공을 세우고, 편장군에 임명되었다. 송겸 등이 진격하여 유비를 사로잡자고 하자, 낙통은 육손, 주연)과 함께 위나라의 침공이 있을 것 같으니 불가하다고 했다. 같은 해, 조비가 조인으로 유수를 치게 하자, 조인은 상조 등에게 중주를 지키도록 했는데, 낙통은 엄규와 함께 이들을 무찔렀다. 신양정후로 임명되었고, 유수독에 임명되었다. 낙통은 자주 정치에 이로운 견해를 진언해, 앞뒤로 올린 글이 수십 편이였다. 황무 7년(228년), 나이 서른여섯에 죽었다.
장온과는 사이가 나빴으나, 손권이 장온의 죄를 물어 벌하자 낙통은 표를 올려 장온의 무죄함을 변호했다. 손권은 듣지 않고, 장온을 유배보냈다.
낙통의 아들 낙수(駱秀)는 훼방을 당해 중론이 그를 의심하였으나, 증명할 수 없었다. 사연(謝淵)이 낙수를 위해 변호하여, 일은 명백해졌고 다시 낙수에게 흠을 잡지 않았다. 나중에는 선비로 이름이 알려졌다.
영안 7년(264년) 7월, 해적이 해염(海鹽)을 격파하고 해염교위(海鹽校尉) 낙수를 살해했다.

## 같이 보기
- 삼국지 인물 목록